# Giuseppe Garibotti
Giuseppe Garibotti (Cremona, 28 agosto 1865 – Milano, 29 gennaio 1930) è stato un politico e giornalista italiano.
Membro del partito socialista, è stato deputato per il Regno d'Italia dal 1919 al 1921. Nel 1922 durante le proteste a Cremona, un gruppo di squadristi fascisti saccheggio la sua abitazione. A Cremona, in suo onore gli è stata intitolata una strada.